# Volksdeutsche
Volksdeutsche war seit etwa 1900, vor allem aber in der Zeit des Nationalsozialismus eine Bezeichnung für außerhalb des Deutschen Reichs in den Grenzen von 1937 und Österreichs lebende Personen deutscher Volkszugehörigkeit und nichtdeutscher Staatsangehörigkeit, vor allem in Ost- und Südosteuropa. Davor war es üblich, sie als „Auslandsdeutsche“ zu bezeichnen.
Nach 1945 wurden das Reichsbürgergesetz von 1935 und die zugehörigen Verordnungen, die den nationalsozialistischen Begriff der Volkszugehörigkeit auf „deutsches und artverwandtes Blut“ zurückführten, außer Kraft gesetzt. Der Volksbund für das Deutschtum im Ausland, der für die SS die politischen Organisationen der „Volksdeutschen“ geführt hatte, wurde 1945 mit dem Kontrollratsgesetz Nr. 2 verboten. Im Artikel 116 des Grundgesetzes wurde der Begriff der deutschen Volkszugehörigkeit neu bestimmt und die Frage der deutschen Staatsangehörigkeit geregelt.

## Völkische Bewegung
Nach dem Ersten Weltkrieg war in der Völkischen Bewegung die Ideologie der Volksgemeinschaft dominierend. Sie zielte auf die Zerschlagung der Weimarer Republik und auf die Auflösung der Nachkriegsabkommen in Europa. Ideologische und personelle Überschneidungen gab es zu den Jungkonservativen, zur Konservativen Revolution und der Jugendbewegung sowie zur Deutschen Gildenschaft. Eine der wichtigsten Institutionen war unter anderen die „Deutsche Gesellschaft für Nationalitätenrecht“, geleitet von Max Hildebert Boehm.

## Nationalsozialismus
Während des nationalsozialistischen Regimes wurde das Reichs- und Staatsangehörigkeitsgesetz (RuStAG) vom 22. Juli 1913, dem ursprünglich das Abstammungsrecht des ius sanguinis zugrunde lag, mit Hilfe eines Rassekriteriums und jenen Rassegesetzen von 1935 zwar formell nicht geändert, aber sehr wohl die „hergebrachte Staatsangehörigkeitskonzeption funktionell umgekehrt“. Zwangsausbürgerungen ohne Zutun und gegen den Willen des Betroffenen (Expatriierungen) waren damit möglich und üblich. „Deutsches oder artverwandtes Blut“ sollte reingehalten und „Artfremde aus dem deutschen Volkskörper ausgeschieden“ werden. Mit der territorialen Expansion des Deutschen Reiches ab 1938 stellte sich die Aufgabe, nicht nur Juden auszuschließen, deren „Blutszugehörigkeit“ durch das Kriterium „Religion“ ersetzt wurde, sondern auch Teile der Bevölkerung der als deutsches Staatsgebiet annektierten Gebiete als „Volksdeutsche“ in das deutsche Volk aufzunehmen.
In einem Runderlass des Reichsministeriums des Innern vom 29. März 1939 (RMBliV, S. 783) wird der Begriff „deutscher Volkszugehöriger“ folgendermaßen definiert:

„Deutscher Volkszugehöriger ist, wer sich als Angehöriger des deutschen Volkes bekennt, sofern dieses Bekenntnis durch bestimmte Tatsachen, wie Sprache, Erziehung, Kultur usw. bestätigt wird. Personen artfremden Blutes, insbesondere Juden, sind niemals deutsche Volkszugehörige, auch wenn sie sich bisher als solche bezeichnet haben.“

Die Kategorie „deutscher Volkszugehöriger“ ist also im Nationalsozialismus als Summe der deutschen Staats- oder Reichsbürger (folglich unter Ausschluss „artfremder Personen“) und aller Volksdeutschen unabhängig von ihrer Staatsangehörigkeit zu verstehen („Reichsdeutsche“ und „Volksdeutsche“). Entscheidend für die Zuerkennung dieser bürgerlichen Rechtsfähigkeit und staatsbürgerlicher Rechte sollten demnach Rassezugehörigkeit und Bewährung in der völkischen Gemeinschaft sein. Den Nürnberger Gesetzen nach konnten somit nur Volksdeutsche „Reichsbürger“ werden.
Wer in den eingegliederten Gebieten der übrigen Tschechoslowakischen Republik und vor allem Polens als „Artfremder“ und wer als „Volksdeutscher“ galt, wurde nicht mehr nach der Abstammung allein entschieden. Es wären zu wenige gewesen, zumal sich die deutsche Herrschaft auf vormals fremdem Gebiet auch über das Konstrukt der „Volksdeutschen“ legitimierte. Deswegen wurden Volksdeutsche auch über kulturelle Faktoren bestimmt, über Sprache, Erziehung, Kultur, nach dem Selbstbekenntnis sowie dem Verhalten unter polnischer Herrschaft. Entsprechend konnte die Einstufung als Volksdeutscher verweigert werden, wer zwar deutscher Abstammung, aber zu stark „polonisiert“ war.
Der zahlenmäßig größte Anteil der als „Volksdeutsche“ Bezeichneten lebte in Ost- und Südosteuropa.

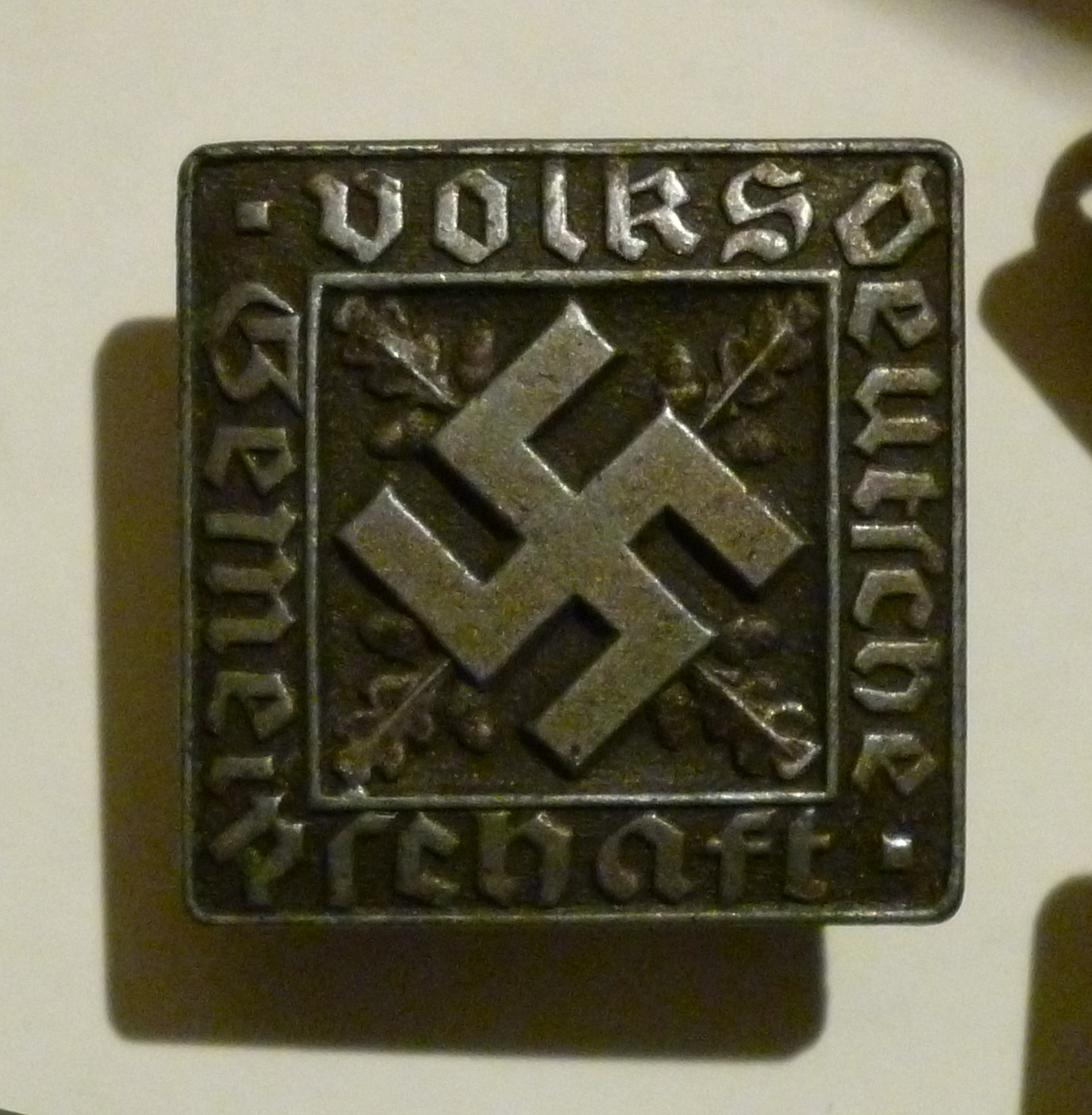
NS-Anstecker

Österreich wurde 1938 angeschlossen, die Option in Südtirol sollte die Situation dort regeln.
Mitte 1938 lebten nach nationalsozialistischen Kriterien etwa 8,6 Millionen Deutsche außerhalb der östlichen Reichsgrenzen: in der Tschechoslowakei (hauptsächlich Sudetenland, 3,48 Millionen Sudetendeutsche), in Polen (Polnischer Korridor, Ostoberschlesien, 1,15 Millionen), Rumänien (0,75 Millionen), in Ungarn (0,6 Millionen), Jugoslawien (0,55 Millionen) und in der Sowjetunion (1,15 Millionen) und weitere 0,6 Millionen in Estland, Lettland, Litauen (Memelland) und in der Freien Stadt Danzig. Diese Staaten waren teils zeitweise mit Deutschland verbündet oder sie wurden im Kriegsverlauf deutsch besetzt, und es wurden mit der Kampagne „Heim ins Reich“ Umsiedlungen vorgenommen. Infolge des Zweiten Weltkriegs ging die Masse dieser Volksdeutschen durch die Flucht und Vertreibung Deutscher aus Mittel- und Osteuropa 1945–1950 in der Gruppe der Vertriebenen auf.

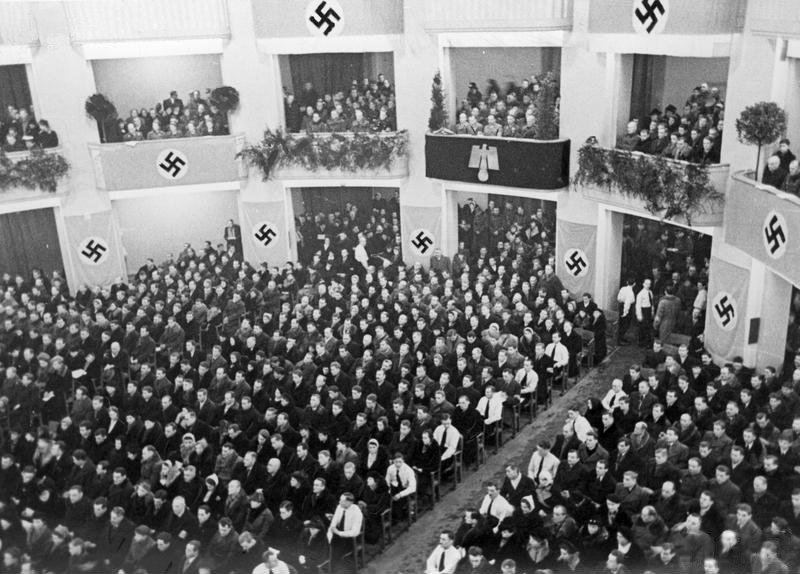
Treffen der Volksdeutschen im besetzten Warschau, 1940

Am 23. Oktober 1939 verfügte der Reichsstatthalter von Posen: „Wer in der Deutschen Volksliste geführt wird, ist Deutscher.“
Die Bevölkerung in Polen wurde daraufhin in fünf Personengruppen eingeteilt:
- Gruppe A: „Personen, die sich im Volkstumskampf aktiv hervorgetan haben“;
- Gruppe B: „Personen, die sich zwar nicht aktiv für das Deutschtum eingesetzt haben, sich aber ihr Deutschtum bewahrt haben“;
- Gruppe C: „Deutschstämmige, die im Laufe der Jahre Bindungen an das Polentum aufgenommen haben, die aber aufgrund ihres Verhaltens die Voraussetzungen in sich tragen, vollwertige Mitglieder der deutschen Volksgemeinschaft zu werden“;
- Gruppe D: „Deutschstämmige, die im Polentum aufgegangen sind, sich aber nicht aktiv gegen das Deutschtum vergangen haben“;
- Gruppe E: „Deutschstämmige mit polnischem Nationalbewusstsein und erwiesener deutschfeindlicher Betätigung“.

Die Gruppen A, B und C erhielten den Ausweis der Deutschen Volksliste.

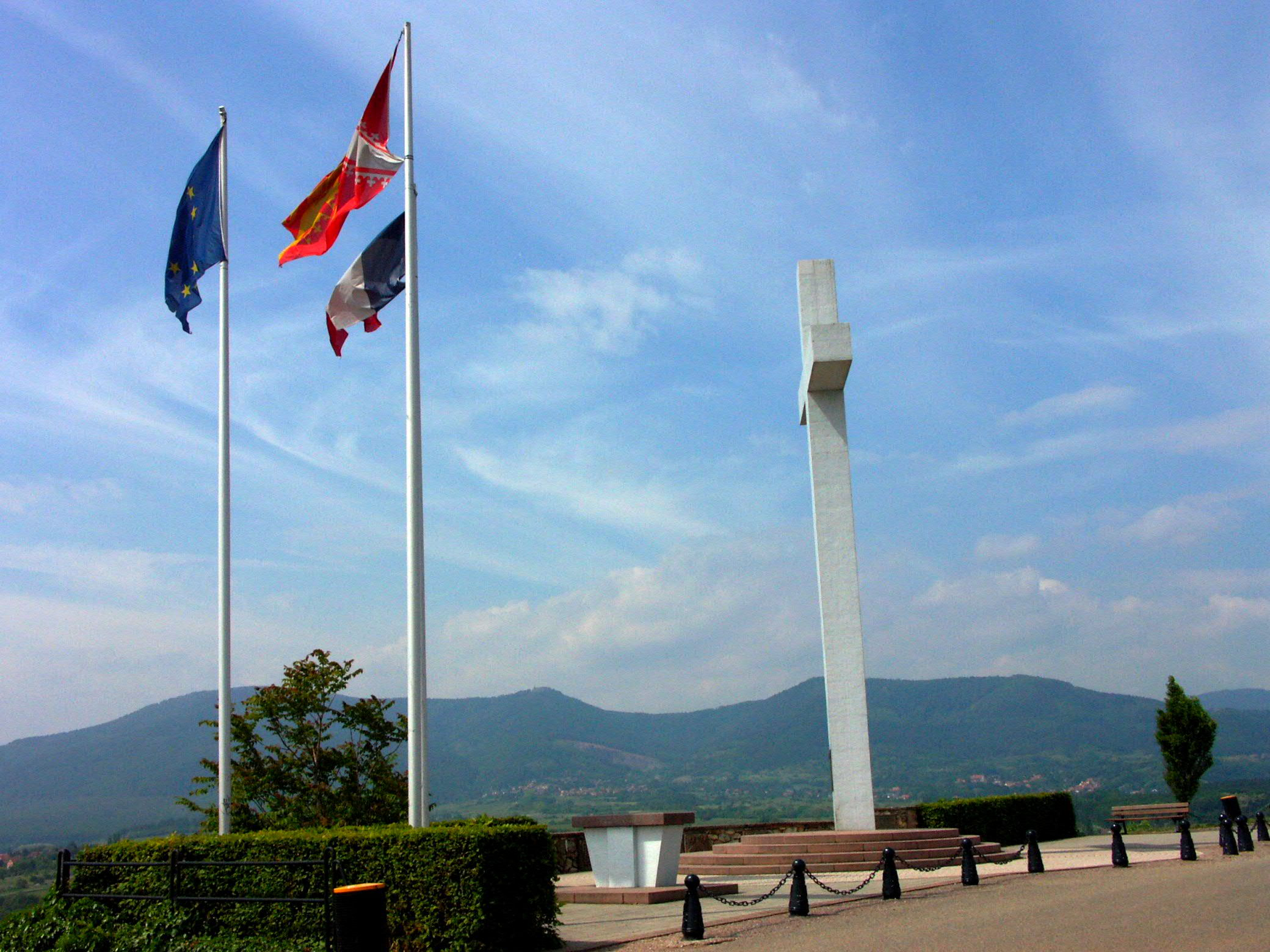
Denkmal für die Malgré-nous bei Obernai

Elsässer und Lothringer wurden als Volksdeutsche zum Dienst in der deutschen Wehrmacht oder SS durch völkerrechtswidrige Verordnung vom 24. August 1942 gezwungen, obwohl sie französische Staatsbürger waren. 130.000 wurden so als Malgré-nous eingezogen, von denen 32.000 fielen und 10.500 vermisst blieben.
Die entsprechenden Eingruppierungen wurden von bundesdeutschen Gerichten nach Inkrafttreten des BVFG bei Streitigkeiten über die „deutsche Volkszugehörigkeit“ bei Aussiedlerfamilien aus Polen als Grundlage für ihre Urteile herangezogen.
Die Siedlungsgebiete der Volksdeutschen sind heute größtenteils Geschichte, da diese nach den Verbrechen in den während des Zweiten Weltkriegs besetzten Ländern Ost- und Südosteuropas, bei denen auch Volksdeutsche mitwirkten, zu einem großen Teil flohen bzw. deportiert, vertrieben oder getötet wurden. Mehrheitlich ließen sie sich in Deutschland in seinen heutigen Grenzen und in Österreich nieder, teilweise auch – so die Mehrheit der Gottscheer – unter Aufgabe der ethnischen Identität in den USA.

### Koordination „volksdeutscher“ Organisationen im Ausland
Die Nationalsozialistische Deutsche Arbeiterpartei (NSDAP) verfügte neben den einzelnen Gauen (vgl. Struktur der NSDAP) mit ihrer Auslandsorganisation, der NSDAP/AO, auch über einen eigenen Gau, der sowohl für die Volksdeutschen als auch die „Reichsdeutschen“ im Ausland organisiert wurde.
Die NSDAP/AO betreute die Reichsdeutschen im Ausland, das Hauptamt Volksdeutsche Mittelstelle sorgte sich um die ethnischen Deutschen im Ausland, die vielfach lokal etablierten „Volksgruppenführern“ unterstanden.

### Volksdeutsche Bewegung

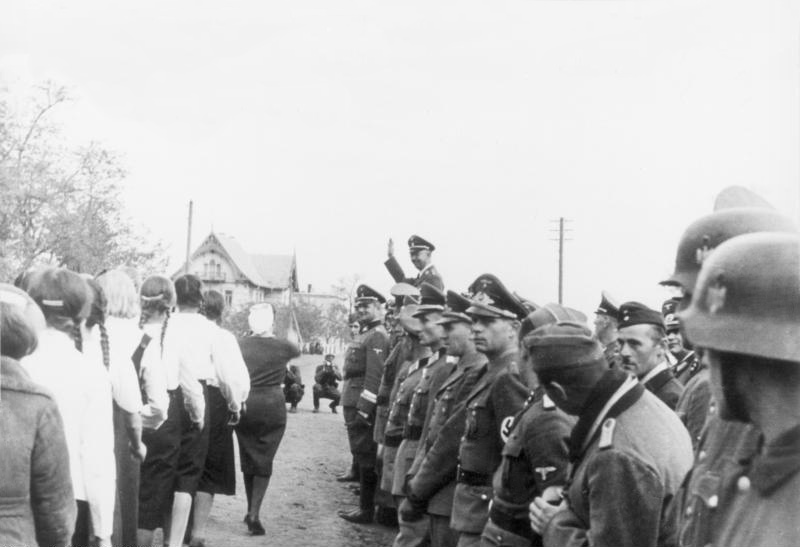
Vorbeimarsch der Volksdeutschen Jugend vor Reichsführer SS Heinrich Himmler in Halbstadt, 31. Oktober 1942

Im Zuge der Germanisierungspolitik in Luxemburg nach dem Einmarsch der Wehrmacht am 10. Mai 1940 (siehe auch Westfeldzug) wurde aus der bisherigen nationalsozialistisch orientierten Gesellschaft für deutsche Literatur und Kunst die Volksdeutsche Bewegung geschaffen, deren Mitglieder sich für den Anschluss des Landes an das Deutsche Reich starkgemacht hatten. Ein Referendum am 10. Oktober 1941, das den Anschluss legitimieren sollte, scheiterte am Festhalten der Luxemburger an ihrer eigenen regionalen Identität und Souveränität.

### Volksdeutsche in der Waffen-SS
Nachdem die Werbung von Freiwilligen für die Waffen-SS im „arischen“ Ausland (z. B. Norwegen) relativ erfolglos war, sah sich die Führung gezwungen, anderswo nach neuem Personal zu suchen, um die immer höher werdenden Verluste zu decken. Das geschah vor allem bei den Volksdeutschen auf dem Balkan, z. B. bei den Donauschwaben. So kam es u. a. zur Aufstellung der 7. SS-Freiwilligen-Gebirgs-Division „Prinz Eugen“, wobei Angehörige der deutschen Minderheit zum Teil zwangsverpflichtet wurden. Außerdem kämpften „Volksdeutsche“ in der nominell kroatisch-bosnischen 13. Waffen-Gebirgs-Division der SS („Handschar“).

## Deutsche Volkszugehörigkeit nach 1945
Heute wird der Begriff „Volksdeutscher“ oft im Zusammenhang mit der „völkischen“ Ideologie des Nationalsozialismus benutzt. In der Geschichts- und Sozialwissenschaft findet der untechnische Begriff immer noch praktische Verwendung (zum Teil in Anführungszeichen), um die historische Spezifik dieser „ethnischen Deutschen“ vor 1945 im Unterschied zu den Reichsdeutschen zu bezeichnen, beispielsweise in der Forschung zur Integration von Aussiedlern und Spätaussiedlern.
Weiterhin in Gebrauch ist der Begriff „Volksdeutscher“ allerdings beim deutschen Bund der Vertriebenen und dem Verband der Volksdeutschen Landsmannschaften Österreichs, vorübergehend war er dies auch bei der in Osijek ansässigen „Volksdeutschen Gemeinschaft – Landsmannschaft der Donauschwaben in Kroatien“, jetzt nur noch „Deutsche Gemeinschaft – Landsmannschaft der Donauschwaben in Kroatien“.

### Grundgesetz seit 1949 und Vertriebenengesetz
In der heutigen Rechtsliteratur wird „Volksdeutscher“ noch teilweise bei der Auslegung bestimmter Normen gebraucht. Das Grundgesetz für die Bundesrepublik Deutschland verwendet den Begriff der deutschen Volkszugehörigkeit (Art. 116 Abs. 1 GG) für Deutsche, die bei Aufnahme im Bundesgebiet trotz fehlender deutscher Staatsangehörigkeit nicht als Ausländer zu behandeln sind. Im § 6 Abs. 1 des Bundesvertriebenengesetzes (BVFG, d. i. Gesetz über die Angelegenheiten der Vertriebenen und Flüchtlinge) findet sich eine nähere Bestimmung. Demnach ist ein deutscher Volkszugehöriger eine Person, die sich in ihrer (außerdeutschen) Heimat „zum deutschen Volkstum bekannt hat, sofern dieses Bekenntnis durch bestimmte Merkmale wie Abstammung, Sprache, Erziehung, Kultur bestätigt wird“. Wer „eine Funktion ausgeübt hat, die für die Aufrechterhaltung des kommunistischen Herrschaftssystems gewöhnlich als bedeutsam galt oder auf Grund der Umstände des Einzelfalles war“, kann sich gemäß § 5 BVFG nicht erfolgreich darauf berufen, als deutscher Volkszugehöriger Verfolgungen ausgesetzt gewesen zu sein, hat mithin auch keinen Anspruch darauf, als Spätaussiedler anerkannt zu werden. Ebenso keinen Rechtsanspruch auf eine Anerkennung als Spätaussiedler hat allerdings, wer „in den Aussiedlungsgebieten der nationalsozialistischen oder einer anderen Gewaltherrschaft erheblich Vorschub geleistet hat“. In einer Verwaltungsvorschrift heißt es dazu: „Ein erhebliches Vorschubleisten setzt die Entfaltung von persönlicher Initiative und von Tätigkeiten voraus, die dazu bestimmt und geeignet waren, den Herrschaftsanspruch des jeweiligen totalitären Systems zu festigen oder Widerstände gegen dieses System zu unterdrücken.“ Für das kommunistische System der UdSSR wird dazu näher definiert: „Bei hauptamtlichen Parteifunktionären der KPdSU kann von einer systemerhaltenden Funktion ausgegangen werden. Dagegen kann weder aus der einfachen Parteimitgliedschaft noch aus der Tatsache, dass eine Funktionsausübung in der Regel an die Parteimitgliedschaft gebunden war, auf die Bedeutsamkeit der Funktion für die Aufrechterhaltung des kommunistischen Herrschaftssystems geschlossen werden.“
Die Übereinstimmungen des § 6 Abs. 1 BVFG mit dem o. g. Runderlass des Reichsinnenministeriums von 1939, in dem die Passagen über das „artfremde Blut“ entfernt wurden, lässt sich dadurch erklären, dass zum Zeitpunkt der Verabschiedung des BVFG der vormalige Ministerialrat im Reichsinnenministerium, Hans Globke, Ministerialdirektor bzw. Staatssekretär im Bundeskanzleramt war.
Hans Globke hatte in einem Schreiben an das Reichsinnenministerium vom 15. März 1934 trotz der Ablehnung einer Politik der „Germanisierung“ durch Adolf Hitler versucht, die spätere Politik des Einbezugs Nicht-Deutscher in die Kategorie des „deutschen Volkszugehörigen“ zu rechtfertigen:

„Ein Germanisieren liegt aber meines Erachtens dann nicht vor, wenn ein nicht deutscher Volksteil oder einzelne seiner Angehörigen aufgrund etwa ihrer Überzeugung von der Höherwertigkeit deutscher Kultur freiwillig im deutschen Volkstum aufgehen und seine Kultur aufnehmen wollen. […] So ist […] das deutsche Volkstum als so kräftig anzusehen, dass es Teile fremden Volkstums arischer Rasse, die sich gesinnungsmäßig zu ihm bekennen, ohne Schaden aufnehmen kann.“

Das Oberste Gericht der DDR warf Globke in dem gegen ihn geführten Strafprozess 1963 vor, in den ab 1938 vom nationalsozialistischen Deutschland besetzten Gebieten trotz der Beteuerung des Gegenteils eine Politik der Germanisierung betrieben und sich damit strafbar gemacht zu haben. Viele von denen, für die sich Globke bereits 1934 eingesetzt hatte und die nur aufgrund ihrer Gesinnung „deutsche Volkszugehörige“ wurden, wurden gemäß dem BVFG nach dessen Inkrafttreten ebenfalls als solche anerkannt.

### Abgrenzung: „Deutscher Volkszugehöriger“ und „Deutschstämmiger“
Rechtlich angewandt wurde und wird der Begriff „deutscher Volkszugehöriger“ grundsätzlich nicht auf solche ehemaligen deutschen Staatsbürger und ihre Nachkommen, die freiwillig aus ihrer Heimat in Länder ausgewandert sind, welche nicht in der Zeit von 1945 bis 1990 kommunistisch regiert waren, und die die Staatsangehörigkeit ihres neuen Heimatlandes angenommen haben. Ein Deutsch-Amerikaner gilt also nicht als „deutscher Volkszugehöriger“, wenn er die deutsche Staatsbürgerschaft abgelegt hat, und wird in Deutschland rechtlich wie jeder Nicht-EU-Ausländer behandelt. Hintergrund der Unterscheidung zwischen den Aufnahmeländern ist die Annahme, dass das „Bekenntnis zum deutschen Volkstum“ nur in kommunistisch regierten Ländern zu einer Verfolgung aus ethnischen Gründen geführt habe, die eine Verpflichtung deutscher Staatsorgane zur Aufnahme der Verfolgten (der „Vertriebenen“) in Deutschland zur Folge habe.
Einen Sonderfall stellen dänische Staatsbürger deutscher Volkszugehörigkeit dar: Im deutsch-dänischen Abkommen vom 29. März 1955 erklärt die dänische Regierung: „Das Bekenntnis zum deutschen Volkstum und zur deutschen Kultur ist frei und darf von Amts wegen nicht bestritten oder nachgeprüft werden.“ Diese Regelung nimmt Bestimmungen über den Status von deutschen Minderheiten vorweg, die in den 1990er-Jahren auf der Basis des „Rahmenübereinkommens zum Schutz nationaler Minderheiten“ des Europarats mit verschiedenen realsozialistischen Staaten, vornehmlich des ehemaligen Ostblocks, vereinbart wurden. Das Abkommen mit Dänemark bestimmt, dass erstens von dem Land, dessen Staatsbürger deutsche Volkszugehörige sind, kein Assimilationsdruck ausgeht, zweitens nicht die Erwartung besteht, dass aus deutschen Volkszugehörigen irgendwann deutsche Staatsbürger werden (können bzw. sollen), und dass drittens die Betroffenen allein entscheiden, ob sie als Deutsche gelten.

### Kriegsfolgenbereinigungsgesetz
1992 wurde das Kriegsfolgenbereinigungsgesetz (KfbG) verabschiedet, nach dem Antragsteller in den osteuropäischen Staaten einen Vertreibungsdruck glaubhaft machen müssen, der aufgrund ihrer deutschen Volkszugehörigkeit auf ihnen lastet. Diese Benachteiligungen aufgrund von Kriegsfolgen waren bei Antragstellern aus Staaten wie Polen, Rumänien oder der Tschechischen Republik nach dem Fall der Ost-West-Grenzen („Eiserner Vorhang“) nur sehr schwer nachzuweisen. Bei Spätaussiedlern aus den Nachfolgestaaten der ehemaligen Sowjetunion dagegen werden sie pauschal gesetzlich vermutet.
Kritiker weisen darauf hin, dass man in den späten 1990er-Jahren kaum noch „von ‚Russlanddeutschen‘ als einer existierenden Volksgruppe sprechen“ könne. Denn nachdem „Stalin die Wolgadeutsche Republik (1924–1941) abgeschafft hatte, erholten sich die Sowjetdeutschen als Volk nie ganz. Sie lebten darauf als eine verstreute, außerterritoriale Sowjet-Nationalität, deren Anzahl bereits durch Krieg, Hungersnot und Deportation dezimiert war und deren kulturelle Einrichtungen beinahe gar nicht existierten. Die Amnestie- und Rehabilitationserlässe von 1955 und 1964 des Sowjetregimes scheiterten, den früheren offiziellen Status der Deutschen als halbautonome Nationalitätengruppe wiederherzustellen. Beinahe 1,5 Millionen von den mehr als 2 Millionen Sowjetdeutschen, die in der 1989er sowjetischen Volkszählung verzeichnet waren, sind seither in ihr neues ‚Heimatland‘, Deutschland, ausgewandert. Viel wichtiger noch, die ‚Russifizierung‘ wird fast uneingeschränkt mit denen fortgeführt, die sich dafür entschieden haben, zu bleiben.“
In jüngster Zeit ist daher eine Tendenz zu beobachten, den Begriff „deutsche Volkszugehörige“ auch dann zu meiden, wenn es sich um Menschen in der ehemaligen Sowjetunion handelt. So berichtet die Bundeszentrale für politische Bildung in ihrem Heft „Aussiedlermigration in Deutschland“ davon, dass „nur noch jeder fünfte Einreisende [aus den Nachfolgestaaten der Sowjetunion] über Deutschkenntnisse verfügt“ und dass man insofern die Bezugsgruppe, die dort noch lebe, als „Deutschstämmige“ bezeichnen müsse. Da man aber „mit mehreren hunderttausend Deutschstämmigen“ rechne, „die noch in den Staaten der ehemaligen Sowjetunion leben, aber in die Bundesrepublik kommen wollen“, müsse man mit der Kategorie deutsche Volkszugehörigkeit restriktiv umgehen. Laut dem Migrationsbericht 2012 wurden 1817 Personen, vor allem aus der Russischen Föderation, als Spätaussiedler anerkannt, es handelt sich also um ein inzwischen relativ kleines Segment unter den Zuwanderern nach Deutschland. Nichtdeutsche Familienangehörige konnten, analog zum Grundsatz der Familienzusammenführung, ggf. mit ihren Angehörigen in die Bundesrepublik ausreisen.
Vertreter der deutschen Volksgruppe in Siebenbürgen hingegen verwahren sich gegen die Bezeichnung der in Rumänien Verbliebenen als „Deutsch-Rumänen“ und den Entzug des Status von „deutschen Volkszugehörigen“.

### Juristische Definition des Begriffs „deutscher Volkszugehöriger“
Da Personen aus Ostmitteleuropa seit 1993, d. h. nach dem Ende der kommunistischen Herrschaft, kaum mehr als Aussiedler anerkannt werden können, spielt der Begriff der „deutschen Volkszugehörigkeit“ heute rechtlich nur noch bei der Anerkennung von Menschen aus dem Gebiet der ehemaligen Sowjetunion als sog. Spätaussiedler eine Rolle. Offizielle Darstellungen wie der Migrationsbericht 2012 des Bundesamtes für Migration und Flüchtlinge gehen davon aus, dass die (1941 von Stalin nach Sibirien zur Zwangsarbeit verschleppten) russlanddeutschen Spätaussiedler „unter einem Kriegsfolgenschicksal gelitten haben“. In diesem Rahmen erhielt § 6 des Bundesvertriebenengesetzes durch Beschlussfassung über das Gesetz zur Klarstellung des Spätaussiedlerstatus (Spätaussiedlerstatusgesetz) vom 30. August 2001 folgende Fassung:
Diese Klarstellung wurde im Rahmen der Beratungen im Deutschen Bundestag folgendermaßen begründet: „Spätaussiedler würden kaum noch als (ehemalige) Volksdeutsche wahrgenommen werden können, wenn sie ohne Deutschkenntnisse als solche anerkannt werden könnten; außerdem würde ihre Integration zusätzlich erschwert. Denn insbesondere fehlende Deutschkenntnisse stellen sich bei den russlanddeutschen Spätaussiedlerfamilien zunehmend als starkes Hindernis für deren Integration in Deutschland heraus. Dadurch entstehen Belastungen für die Sozialhaushalte, welche vor allem dann schwer zu erklären sein werden, wenn die Anerkennung als Spätaussiedler trotz fehlender Deutschkenntnisse möglich sein soll.“